# Megumi Sasaki
Megumi Sasaki (佐 々 木 芽 生Sasaki Megumi)  (Sapporo, Hokkaido,1962) es una cineasta y escritora japonesa. 
Sus películas incluyen Herb and Dorothy, Herb & Dorothy 50x50, y A Whale of a Tale .

## Biografía
Nacida en Sapporo, se mudó a la ciudad de Nueva York en 1987 y luego trabajó para NHK como reportera.
Sasaki se graduó en Hokkaido Sapporo Minami High School y en la Facultad de Letras de la Universidad Aoyama Gakuin, del Departamento de Estudios Franceses. Después de trabajar en la compañía Tohokushinsha, se mudó a los Estados Unidos en 1987 y ha vivido en Nueva York desde entonces. A raíz de la caída del Muro de Berlín viajó sola a Europa del Este y publicó un reportaje en "Yomiuri America" . Desde 1992, ha sido presentadora de noticias de " Good Morning Japan " en la Dirección General de NHK New York, y reportera de " World Now " desde 1994. Participa además de forma independiente en la producción de documentales de televisión desde 1996. Ha viajado a más de 40 países de todo el mundo para producir programas de televisión.
En 2002, fundó su propia producción independiente "Fine Line Media". En 2008, publicó el primero "Herb & Dorothy" donde entrevistó a la pareja de ancianos que coleccionaban arte en Nueva York. A partir de marzo de 2014, es reportera de "ART TIME-TRAVELER" de NHK World .

## Carrera cinematográfica
En 2008 dirigió su primer largometraje, Hābu & Doroshī - āto no mori no chīsana kyojin (Herb y Dorothy: pequeños gigantes en el bosque del arte), siguió a los coleccionistas de arte Herbert y Dorothy Vogel para documentar cómo eligieron las obras de arte para su colección. Este largometraje continuó cinco años después en 2013 con Hābu & Doroshī 2 - Futari kara no okurimono (Herb & Dorothy 50x50: un regalo de ambos) que seguía el progreso de los esfuerzos de los Vogel para donar cincuenta piezas de su colección a cada uno de los cincuenta estados de Estados Unidos. Pero que Los Angeles Times calificó de menos personal que el documental anterior.
Y en 2016 completó su tercera obra, el documental Okujira sama - futatsu no seigi no monogatari (La señora ballena: una historia de dos justicias). La película de Sasaki A Whale of a Tale, es un documental sobre la caza de delfines en Taiji que creó como respuesta al reconocimiento con un Óscar a mejor documental de The Cove en 2009,. En este documental se muestra como  en el pueblo de Taiji las embarcaciones crean un muro de sonido que empuja a los delfines a una bahía para cazarlos y critica ese método así que Saaki incluye las perspectivas de pescadores japoneses y activistas. The New York Times calificó a A Whale of a Tale como una mezcla incoherente de quejas, turismo y argumentos de hombres de paja, mientras que The Hollywood Reporter lo elogió por ofrecer una respuesta reflexiva a The Cove, aunque brindaba muchas oportunidades para quienes se oponían a la práctica de matar o capturar ballenas y delfines para defender su caso.
En 2017 publicó un libro con el mismo título que la película, publicado por la editorial Shueisha.
- Megumi Sasaki, "Ballenas, dos historias de justicia" , Shueisha. 2017. ISBN 978-4087816082 .

## Filmografía
| Año  | Título                  | japonés                                                     | Romanización                                   |
| 2010 | Hierba y Dorothy        | ハ ー ブ y ド ロ シ ー ア ー ト の 森 の 小 さ な 巨人      | Hābu y Doroshī: Āto no mori no chiisana kyojin |
| 2012 | Hierbas y Dorothy 50x50 | ハ ー ブ ア ン ド ド ロ シ ー ふ た り か ら の 贈 り も の | Hābu ando Doroshī: futari kara no okurimono    |
| 2017 | Una ballena de cuento   | お ク ジ ラ さ ま ふ た つ の 正義 の 物語                  | Okujirasama: Futatsu no seigi no monogatari    |

## Premios y reconocimientos
- En 2016 Premio a la excelencia en Festival Internacional de Cine de Busan.[15]
- En 2017 se publicó en Japón una versión de Okujira sama en libro, con la que Sasaki ganó el Premio al Periodismo Científico de 2018.[16]
- En el Festival Internacional de Cine de Hampton ( versión en inglés ), ganó el Premio al Mejor Documental.